# 加藤満
加藤 満（かとう まん、1960年3月29日 - ）は、日本の男性俳優、声優。宮城県仙台市出身。身長173cm。体重93kg。血液型はO型。

## 来歴・人物
宮城県仙台向山高等学校、東北学院大学経済学部経済学科卒業。青年座研究所を卒業後（8期）、1984年4月1日から劇団青年座に所属。

## 出演

### テレビドラマ

#### NHK
- 大河ドラマ
  - 葵 徳川三代（2000年1月9日 - 12月17日、NHK） - 日野資勝 役
  - 武蔵 MUSASHI（2003年1月5日 - 12月7日、NHK） - 嘉平 役
- 連続テレビ小説
  - ちゅらさん（2001年4月2日 - 9月29日、NHK） - 村松 役
  - エール（2020年） - 達磨大作 役
  - 虎に翼（2024年） - 保田敏明 役
- 未解決事件 (NHKスペシャル)（2016年） - 石黒久𥇍 役
- 混声の森（2022年） - 塩崎寛治 役

#### 日本テレビ
- 松本清張作家活動40年記念・西郷札（1991年4月8日、日本テレビ）
- 金田一少年の事件簿 第6話（1995年9月2日、日本テレビ） - 地元の刑事
- 火曜サスペンス劇場（日本テレビ）
  - まりえの客（1994年10月18日）
  - 小京都ミステリー 第16作「みちのく角館殺人事件」（1996年1月30日）
  - 刑事・鬼貫八郎 第6作「十六年目の殺人」（1996年8月13日） - バス運転手
  - 故郷(ふるさと)（1997年12月9日）
  - 月のかたち (1998年5月5日）
  - いのち（1998年7月21日）
  - 逃げる女（1999年1月5日）
  - 冬の駅（1999年3月2日）
  - 消えた殺人者（1999年9月7日）
  - 盲人探偵・松永礼太郎 第12作「今一度の」（2000年4月25日）
  - 臨床心理士 第7作（2002年11月26日）
  - 緊急救命病院 第1作「血染めの松葉杖が断ち切った介護家族の放火の謎」（2003年6月24日） - 羽生田慎一（医師）
  - 迂回路（2003年11月25日）
- 竜馬におまかせ!（1996年4月 - 6月 第8話、日本テレビ） - 大政
- 天使が消えた街（2000年4月12日 - 6月28日、日本テレビ） - ミキ
- 冬の運動会（2005年1月4日、日本テレビ）
- レッツ・ゴー!永田町（2001年10月10日 - 12月12日、日本テレビ） - 若井
- ふたつの祖国〜東京・ソウル 愛と哀しみの絆（2005年11月22日、日本テレビ） - 武上主任
- 喰いタン 第4話（2006年2月4日、日本テレビ） - 山田修二
- 黄金の豚-会計検査庁 特別調査課- 第6話（2010年11月24日、日本テレビ） - 桂支店長
- 妖怪人間ベム（2011年11月19日、日本テレビ） - 捜査本部幹部
- 悪女（わる）働くのがカッコ悪いなんて誰が言った? 第9話（2022年6月8日）- 日向 役

#### TBS
- しあわせのシッポ（2002年） - 田所医師 役
- 女タクシードライバーの事件日誌 第2作「作られた目撃者」（2004年7月26日、TBS）
- カードGメン・小早川茜7（2004年） - 有福刑事 役
- 松本清張スペシャルドラマ・塗られた本（2007年12月17日、TBS） - 古館
- 万引きGメン・二階堂雪 美顔・カリスマ美容師（2007年12月24日、TBS） - 五十嵐警部
- 3年B組金八先生 第8シリーズ 第21話（2008年3月16日、TBS） - 氏家
- 水戸黄門 第40部 第5話「はぐれ老公、お宝探し -弘前-」（2009年） - 太助
- 世田谷駐在刑事（2012年6月18日、TBS） - 井本
- 女はそれを許さない 第7話（2014年12月2日、TBS） - 楢崎憲吾
- あんみつ検事の捜査ファイル 第1作「女検事の涙は乾く」（2016年6月13日、TBS） - 水上警部
- トリリオンゲーム 第1話（2023年7月14日、TBS） - 面接官

#### フジテレビ
- 100億の男（1995年7月3日 - 9月25日、フジテレビ）
- 浅見光彦シリーズ 横浜殺人事件（1996年5月17日、フジテレビ）
- 踊る大捜査線（1997年1月7日 - 3月18日、フジテレビ） - 警視庁捜査一課捜査員
- 氷の世界（1999年10月11日 - 12月20日、フジテレビ）
- やまとなでしこ 第5話（2000年11月6日、フジテレビ） - 魚春の客
- 美女か野獣 （2003年2月27日、フジテレビ） - 持田プロデューサー 役
- 松本清張没後20年特別企画・危険な斜面（2012年9月30日、フジテレビ） - 竹之内
- 堂場瞬一サスペンス 執着〜捜査一課・澤村慶司2（2014年3月7日、フジテレビ） - 牧内
- 日本一の最低男 ※私の家族はニセモノだった 最終話（2025年3月20日） - 専門家 役[5]

#### テレビ朝日
- はぐれ刑事純情派
  - 第12シリーズ（1999年）第3話「犬と暮らす鎌倉夫人の嫉妬!? 嫌われた女」 - 伊藤信幸 役
  - 第15シリーズ（2002年）第11話「衝動殺人!ラブホテルで強請られた母!?」- 樋浦功 役
  - 第16シリーズ（2003年）第5話「夫と子供を返して…完全犯罪トリックを崩せ！」- 根本昭二 役
- 明智小五郎VS金田一耕助（2005年） - 吉本警視正 役
- 着信アリ（2005年）
- その男、副署長 第1シリーズ（2007年） - 大橋由紀夫 役
- 京都地検の女 第5シリーズ 最終話（2009年） - 飯島武 役
- 仮面ライダーW（2009年） - 浅川勇三 役
- 外科医 須磨久善（2010年） - 医師
- 警視庁・捜査一課長1（2012年）
- 相棒
  - season11 第6話（2012年） - 古川裕之 役
  - season19 第6話（2020年） - 庄司光則 役
  - season20 第11話（2022年） - 織田源一 役
- 土曜ワイド劇場
  - 「牟田刑事官事件ファイル33」（2007年） - 松岡刑事 役
  - 「法医学教室の事件ファイル38」（2014年） - 前田巡査 役
  - 「広域警察7」（2016年） - 刑事
- 特捜9（2021年）
- 仮面ライダーガヴ（2024年） - 社長 役
- 特捜9 final season 第3話（2025年4月23日） - 泉達夫 役[6]

#### テレビ東京
- 復讐するは我にあり(2007年版)（2007年3月28日、テレビ東京）
- さすらい署長 風間昭平 第6作「さぬき・金毘羅殺人事件」（2007年4月4日、テレビ東京） - 太田義一
- 怨み屋本舗（2009年8月14日、テレビ東京）
- 旅行作家・茶屋次郎9 笛吹川連続殺人事件（2011年11月30日、テレビ東京） - 下田英二
- 蛇蝎のごとく（2012年3月14日、テレビ東京）
- 介護ヘルパー紫雨子の事件簿1（2012年6月13日、テレビ東京） - 須永一成
- 警視庁ゼロ係（2019年） - 青木敬之
- 特命刑事 カクホの女2（2019年） - 森本武史

#### WOWOW
- 東野圭吾 幻夜（2010年11月21日 - 2011年1月16日、WOWOW） - 警視庁捜査一課主任

### ウェブドラマ
- 仮面ライダーアマゾンズ（2016年4月 - 、Amazonプライム・ビデオ） - レポーター 役
- 新聞記者（2022年1月13日配信、Netflix）- 小野雅人 役

### 映画
- 映画女優
- 帰って来た木枯し紋次郎（1993年） - 丑松 役
- 学校
- モスラ（1996年版）
- 虹をつかむ男
- 東京夜曲
- 緑の街（安西）
- 金融腐蝕列島（1999年） - 牛島弁護士 役
- 釣りバカ日誌イレブン（蛸島）
- 狗神
- 釣りバカ日誌12 史上最大の有給休暇（蛸島）
- 突入せよ! あさま山荘事件 - 高見繁光警部 役
- 陽はまた昇る（2002年） - 小野俊夫 役
- ゲロッパ!
- 半落ち
- 仮面ライダーW FOREVER AtoZ/運命のガイアメモリ（浅川勇三）※友情出演
- 海難1890（2015年）
- 空飛ぶタイヤ（2018年） - 高森将 役
- 空白 (映画) (2021年)
- 誰かの花 (2021年)

### 舞台
- 赤シャツ（狸）
- 激情
- 諸国を遍歴する二人の騎士の物語（宿の亭主）
- デモクラシー
- ユーリンタウン
- リセット（シャーロック・ホームズ）

### テレビアニメ
- 機動戦士Ζガンダム（1985年、係官、パイロット）
- ダーティペア（1985年、作業員[4]）
- 名探偵コナン（1996年、高橋良一）
- クラスターエッジ（2005年、労働者）
- 山賊の娘ローニャ（2014年、ずんぐり小人の親父）

### 劇場アニメ
- コクリコ坂から（2011年）

### 吹き替え

#### 映画
- 猟奇的な彼女

#### ドラマ
- グッド・ワイフ3

#### アニメ
- カーズ（ダスティー・ラスティーズ〈声：レイ・マグリオッチ〉）
  - カーズ/クロスロード（ダスティー・ラスティーズ〈声：レイ・マグリオッチ〉）

### CM
- アサヒ本生
- 花王健康エコナ
- JCBカード
- シャープ
- ニッスイ
- 福岡銀行
- Z会